# Ilyushin Finance
Ilyushin Finance Co. (IFC) è una compagnia di leasing di aeroplani con sede a Mosca, in Russia.
La IFC serve principalmente compagnie aeree russe, quali la Red Wings Airlines e la Atlant-Sojuz.

## Storia
La IFC viene fondata nel 1999 da Aleksandr Ivanovič Rubcov con la collaborazione della casa costruttrice russa Ilyushin Aviation Complex.

Inizia ad operare con gli Ilyushin Il-96 aggiungendo il Tupolev Tu-204 alla flotta nel 2003 e l'Antonov An-148 nel 2008.

Nel 2011, in occasione del MAKS Airshow, progetta un'espansione sostanziale della flotta con l'aggiunta dell'Irkut MS-21 e del Bombardier CSeries, primo velivolo di costruzione non russa ad entrare nella flotta.

## Flotta
La flotta della IFC è composta dei seguenti aeromobili, al 10 marzo 2013:
| Aereo               | Totale | Ordini | Note  |
| ------------------- | ------ | ------ | ----- |
| Antonov An-124-100  | 3      |        | Cargo |
| Antonov An-148-100  | 6      | 17     |       |
| Antonov An-158 ABJ  |        | 1      | VIP   |
| Airbus A220-300     |        | 32     | [ 7 ] |
| Ilyushin Il-96-300  | 7      |        |       |
| Ilyushin Il-96-400T | 4      |        | Cargo |
| Irkut MS-21-300     |        | 28     | [ 4 ] |
| Tupolev Tu-204-100  | 10     |        |       |
| Tupolev Tu-204-300  | 6      |        |       |
| Tupolev Tu-204C     | 4      |        | Cargo |
| Tupolev Tu-214      | 3      |        |       |
| Yakovlev Yak-42D    | 1      |        | VIP   |
| Totale              | 44     | 78     |       |